# Dansktop (album)
Dansktop er det fjerde studiealbum fra den danske musikduo Ukendt Kunstner. Det blev udgivet fredag den 12. maj 2023 igennem FORTYFIVE, United Records og Universal Music A/S. Albummet består af 11 sange, rappet af Hans Philip og produceret af Jens Ole McCoy. 
Det blev nomineret til Danish Music Award for Årets danske album i 2023.

## Spor
Alt tekst skrevet af Hans Philip, alt musik komponeret af Jens Ole McCoy.
| 1.    | "Hena"          |                                                                    | 1:30 |
| 2.    | "Dansktop"      |                                                                    | 4:02 |
| 3.    | "Uden Dig"      |                                                                    | 3:11 |
| 4.    | "Gran Turismo"  | Jens Ole McCoy                                                     | 4:34 |
| 5.    | "Fastelavn"     | Daniel Vangarde, Jean Broussolle, Jean Joseph Kluger, Morten McCoy | 2:46 |
| 6.    | "Kerosin"       |                                                                    | 1:25 |
| 7.    | "Stjernekigger" |                                                                    | 3:38 |
| 8.    | "Aerosol"       |                                                                    | 3:48 |
| 9.    | "Hele Dagen"    | Christian Rohde, Natureboy                                         | 2:57 |
| 10.   | "Interlude"     | Morten McCoy                                                       | 1:18 |
| 11.   | "For Livet"     | Morten McCoy                                                       | 6:39 |
| 35:53 |                 |                                                                    |      |

## Hitlister og certificering

### Ugentlige hitlister
| Hitliste (2024) | Højeste placering | Uger som nummer 1 | Certificering |
| --------------- | ----------------- | ----------------- | ------------- |
| Danmark         | 1                 | 4                 | 3xPlatin      |